# Kučić Kula
Kučić Kula (cyr. Кучић Кула) – wieś w Bośni i Hercegowinie, w Republice Serbskiej, w mieście Zvornik. W 2013 roku liczyła 366 mieszkańców.